# Pijenia
Pijenia (gr. Πηγένια ) – wieś w Republice Cypryjskiej, w dystrykcie Nikozja. W 2011 roku liczyła 107 mieszkańców.